# Dia Internacional da Educação
O Dia Internacional da Educação é uma data comemorativa celebrada anualmente no dia 24 de janeiro e dedicada à educação. Foi instituída pela Assembleia Geral das Nações Unidas em 3 de dezembro de 2018, e comemorada pela primeira vez em 2019. Tem como significado comemorar o papel da educação para a paz mundial e o desenvolvimento sustentável.

## História
O dia 24 de janeiro foi declarado o Dia Internacional da Educação por uma resolução aprovada pela Assembleia Geral das Nações Unidas em 3 de dezembro de 2018. Depois disso, em 24 de janeiro de 2019, foi comemorado o primeiro Dia Internacional da Educação. A mensagem da Assembleia Geral das Nações Unidas está sendo divulgada em todo o mundo. Seus esforços sinceros em todo o mundo mostraram resultados promissores na melhoria de um indivíduo educado que constitui uma sociedade culta, apoiada com otimismo e oportunidades.